# Lampea elongata
Lampea elongata är en kammanetart som först beskrevs av Jean René Constant Quoy och Joseph Paul Gaimard 1824.  Lampea elongata ingår i släktet Lampea och familjen Lampeidae. Inga underarter finns listade i Catalogue of Life.